# Fano Calcio 2002-2003
Questa pagina raccoglie le informazioni riguardanti il Fano Calcio nelle competizioni ufficiali della stagione 2002-2003.

## Rosa
| N. |                   | Ruolo | Calciatore              |
| -- | ----------------- | ----- | ----------------------- |
|    | Italia (bandiera) | D     | Stefano Bettella        |
|    | Italia (bandiera) | A     | Dario Bettini           |
|    | Italia (bandiera) | C     | Francesco Calanchi      |
|    | Italia (bandiera) | C     | Federico Carelli        |
|    | Italia (bandiera) | C     | Tommaso Colambaretti    |
|    | Italia (bandiera) | C     | Francesco De Luca       |
|    | Italia (bandiera) | C     | Jacopo Gasparoni        |
|    | Italia (bandiera) | C     | Alfonso Greco           |
|    | Italia (bandiera) | D     | Andrea Lisuzzo          |
|    | Italia (bandiera) | A     | Mirko Marcucci          |
|    | Italia (bandiera) | A     | Matteo Merloni          |
|    | Italia (bandiera) | D     | Giovanni Micallo        |
|    | Italia (bandiera) | P     | Massimiliano Micheletti |
|    | Italia (bandiera) | A     | Marco Morelli           |
|    | Italia (bandiera) | P     | Federico Orlandi        |

| N. |                    | Ruolo | Calciatore            |
| -- | ------------------ | ----- | --------------------- |
|    | Italia (bandiera)  | A     | Alfredo Ottolina      |
|    | Brasile (bandiera) | A     | Paco Soares           |
|    | Italia (bandiera)  | D     | Alessandro Palazzi    |
|    | Italia (bandiera)  | D     | Marco Pomante         |
|    | Italia (bandiera)  | A     | Tommaso Porfido       |
|    | Italia (bandiera)  | C     | Roberto Ricca         |
|    | Italia (bandiera)  | D     | Fabio Rimedio         |
|    | Italia (bandiera)  | C     | Roberto Romualdi      |
|    | Italia (bandiera)  | A     | Stefano Roncarati     |
|    | Italia (bandiera)  | C     | Stefano Santinelli    |
|    | Italia (bandiera)  | C     | Danilo Stefani        |
|    | Italia (bandiera)  | D     | Marco Sugoni          |
|    | Italia (bandiera)  | C     | Michele Trionfante    |
|    | Italia (bandiera)  | C     | Nicola Vitali         |
|    | Italia (bandiera)  | D     | Massimiliano Zazzetta |